# Marco Marsilio
Marco Marsilio (né le 17 février 1968 à Rome) est un homme politique italien, membre de Frères d’Italie. Député de 2008 à 2013, sénateur de 2018 à 2019, il est élu président de la région des Abruzzes en février 2019.